# Graziano Mancinelli
Pour les articles homonymes, voir Mancinelli.
Graziano Mancinelli, né le 18 décembre 1937 à Milan et mort le 8 octobre 1992 à Concesio, est un cavalier italien de saut d'obstacles.

## Carrière
Graziano Mancinelli participe à cinq éditions des Jeux olympiques. Aux Jeux olympiques d'été de 1964 à Tokyo, il se classe vingt-septième de l'épreuve individuelle de saut d'obstacles et obtient la médaille de bronze par équipe sur le cheval Rockette.
Aux Jeux olympiques d'été de 1968 à Mexico avec Doneraile, il prend la 21e place du saut d'obstacles individuel et la cinquième place par équipe.
Sur Ambassador aux Jeux olympiques d'été de 1972 à Munich, Mancinelli gagne deux médailles, l'une en or en saut d'obstacles individuel et l'autre en bronze avec l'équipe italienne. Les Jeux de 1976 sont mauvais avec une non-qualification pour la finale individuelle et une modeste neuvième place par équipe sur Bel Oiseau.
Ses dernières Jeux se concluent sur une médaille de bronze individuelle et une huitième place par équipe (avec Filippo Moyersoen, Giorgio Nuti et Bruno Scolari) avec le cheval Ideal de la Haye à Los Angeles en 1984.
Outre les Jeux olympiques, il remporte la médaille d'or aux Championnats d'Europe en 1963 sur Rockette et la médaille d'argent des Championnats du monde en 1970 avec Fidux. Mancinelli est aussi sextuple champion d'Italie.

## Hommage
Le 7 mai 2015, en présence du président du Comité national olympique italien (CONI), Giovanni Malagò, a été inauguré  le Walk of Fame du sport italien dans le parc olympique du Foro Italico de Rome, le long de Viale delle Olimpiadi. 100 tuiles rapportent chronologiquement les noms des athlètes les plus représentatifs de l'histoire du sport italien. Sur chaque tuile figure le nom du sportif, le sport dans lequel il s'est distingué et le symbole du CONI. L'une de ces tuiles lui est dédiée .